# Клаудія Касабланка
Клаудія Касабланка (ісп. Claudia Casabianca; нар. 21 березня 1960) — колишня аргентинська тенісистка.
Найвищим досягненням на турнірах Великого шолома було 2 коло в одиночному та змішаному парному розрядах.

## Юніорські фінали турнірів Великого шолома

### Одиночний розряд: 1 (1 перемога)
| Результат | Рік  | Турнір                           | Покриття | Суперниця     | Рахунок       |
| --------- | ---- | -------------------------------- | -------- | ------------- | ------------- |
| Перемога  | 1977 | Відкритий чемпіонат США з тенісу | Тверде   | Лі Антонопліс | 6–3, 2–6, 6–2 |

## Фінали за кар'єру

### Одиночний розряд (2–1)
| Результат | Ранг | Дата            | Місце                    | Покриття | Суперниця        | Рахунок       |
| --------- | ---- | --------------- | ------------------------ | -------- | ---------------- | ------------- |
| Перемога  | 1.   | 24 березня 1980 | Ріо-де-Жанейро, Бразилія | Ґрунт    | Вікі Беггс       | 2–6, 6–3, 6–1 |
| Поразка   | 1.   | 6 квітня 1980   | Куритиба, Бразилія       | Ґрунт    | Патрісія Медрадо | 6–3, 1–6, 3–6 |
| Перемога  | 2.   | 13 квітня 1980  | Ресіфі, Бразилія         | Ґрунт    | Патрісія Медрадо | 6–1, 3–6, 6–2 |